# Chanceler Valorum
Finis Valorum, mais conhecido como Supremo Chanceler Finis Valorum, é um personagem fictício da franquia Star Wars. Descende de uma família de políticos que, durante muitos séculos, representaram mais de mil planetas e sistemas. Foi durante muito tempo o líder da República Galáctica, sendo sucedido por Palpatine.
O personagem foi interpretado no cinema por Terence Stamp, aparecendo pela primeira e única vez no filme Star Wars: Episódio I – A Ameaça Fantasma. Stamp declarou que baseou sua interpretação no então presidente dos Estados Unidos, Bill Clinton, a pedido de George Lucas.